# Jacksboro (Texas)
Jacksboro é uma cidade localizada no estado norte-americano do Texas, no Condado de Jack.

## Demografia
Segundo o censo norte-americano de 2000, a sua população era de 4533 habitantes.
Em 2006, foi estimada uma população de 4639, um aumento de 106 (2.3%).

## Geografia
De acordo com o United States Census Bureau tem uma área de
17,7 km², dos quais 15,1 km² cobertos por terra e 2,6 km² cobertos por água.

## Localidades na vizinhança
O diagrama seguinte representa as localidades num raio de 36 km ao redor de Jacksboro.